# Izraelska Super Liga

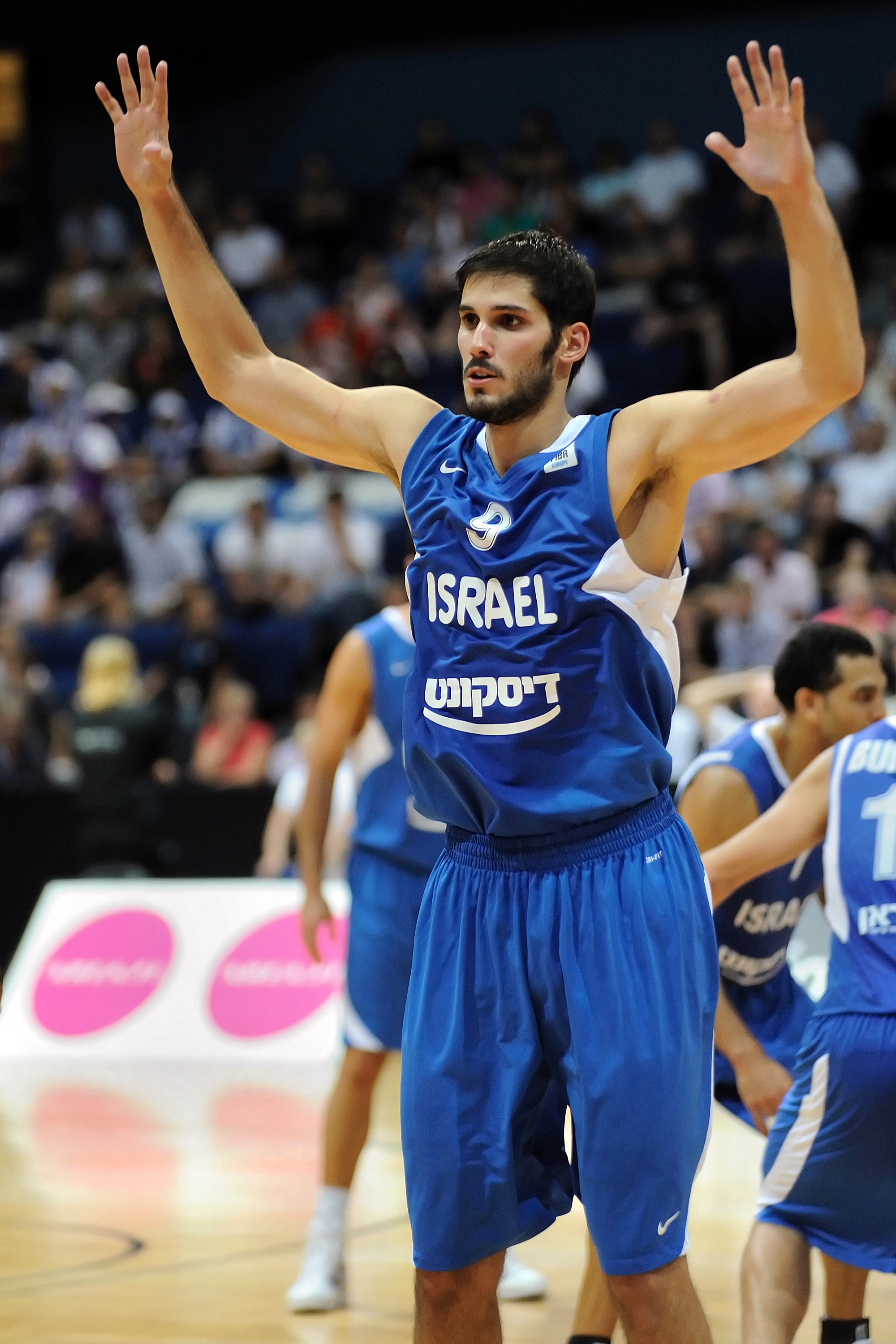
Omri Casspi w barwach reprezentacji Izraela (2010)

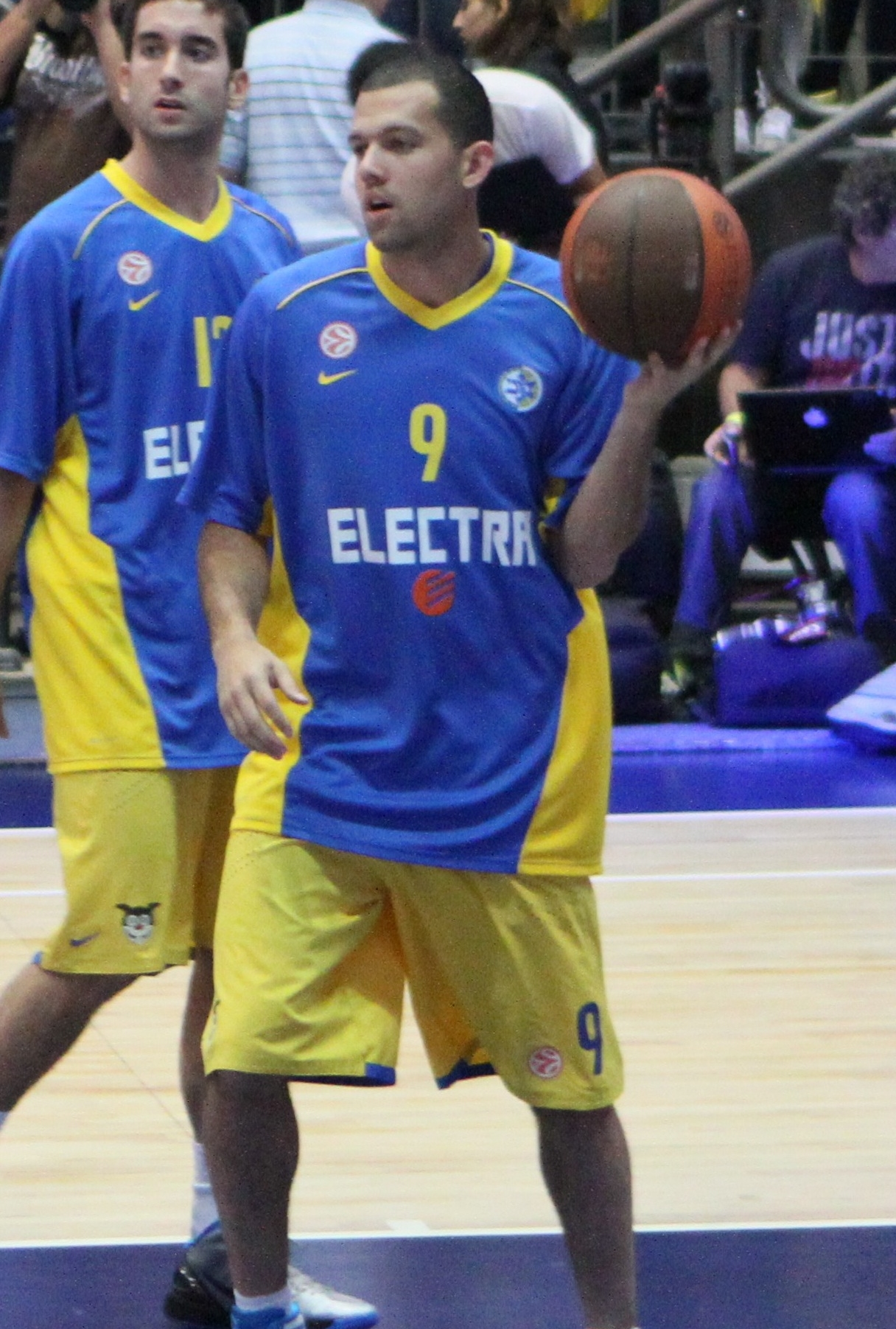
Jordan Farmar w barwach Maccabi Tel Awiw.

Izraelska Super Liga – izraelska profesjonalna liga koszykówki. Jest to najwyższy szczebel rozgrywek koszykarskich w Izraelu.

## Zespoły
| Zespół                   | Miasto                     | Barwy |
| ------------------------ | -------------------------- | ----- |
| Bene Herclijja           | Herclijja                  |       |
| Hapoel Beer Szewa        | Beer Szewa                 |       |
| Hapoel Ejlat             | Ejlat                      |       |
| Hapoel Gilboa Galil      | Samorząd Regionu Ha-Gilboa |       |
| Hapoel Holon             | Holon                      |       |
| Hapoel Jerozolima        | Jerozolima                 |       |
| Hapoel Tel Awiw          | Tel Awiw                   |       |
| Ironi Naharijja          | Naharijja                  |       |
| Ironi Nes Cijjona        | Nes Cijjona                |       |
| Maccabi Aszdod           | Aszdod                     |       |
| Maccabi Riszon le-Cijjon | Riszon le-Cijjon           |       |
| Maccabi Tel Awiw         | Tel Awiw                   |       |

## Finały
| Sezon   | Mistrz                   | Wicemistrz               | Wynik                   | Format                                                             |
| ------- | ------------------------ | ------------------------ | ----------------------- | ------------------------------------------------------------------ |
| 2019–20 | Maccabi Tel Awiw         | Maccabi Riszon le-Cijjon | 86-81                   | Format Final Four                                                  |
| 2018–19 | Maccabi Tel Awiw         | Maccabi Riszon le-Cijjon | 89-75                   | Format Final Four                                                  |
| 2017–18 | Maccabi Tel Awiw         | Hapoel Holon             | 95-75                   | Format Final Four                                                  |
| 2016–17 | Hapoel Jerozolima        | Maccabi Haifa            | 83-76                   | Format Final Four                                                  |
| 2015–16 | Maccabi Riszon le-Cijjon | Hapoel Jerozolima        | 83-77                   | Format Final Four                                                  |
| 2014–15 | Hapoel Jerozolima        | Hapoel Ejlat             | 80-65 ; 88-68           | Na własnym parkiecie i na wyjeździe                                |
| 2013–14 | Maccabi Tel Awiw         | Maccabi Hajfa            | 81-77 ; 82-84           | Na własnym parkiecie i na wyjeździe                                |
| 2012–13 | Maccabi Hajfa            | Maccabi Tel Awiw         | 86–79                   | Pojedyncze spotkanie                                               |
| 2011–12 | Maccabi Tel Awiw         | Maccabi Aszdod           | 83–63                   | Final four                                                         |
| 2010–11 | Maccabi Tel Awiw         | Gilboa/Galil             | 91–64                   | Final four                                                         |
| 2009–10 | Gilboa/Galil             | Maccabi Tel Awiw         | 90–77                   | Final four                                                         |
| 2008–09 | Maccabi Tel Awiw         | Maccabi Hajfa            | 85–72                   | Final four                                                         |
| 2007–08 | Hapoel Holon             | Maccabi Tel Awiw         | 73–72                   | Final four                                                         |
| 2006–07 | Maccabi Tel Awiw         | Hapoel Jerozolima        | 80–78                   | Final four                                                         |
| 2005–06 | Maccabi Tel Awiw         | Hapoel Jerozolima        | 96–66                   | Final four                                                         |
| 2004–05 | Maccabi Tel Awiw         | Hapoel Tel Awiw          | 3:0                     | Do trzech zwycięstw                                                |
| 2003–04 | Maccabi Tel Awiw         | Hapoel Tel Awiw          | 3:0                     | Do trzech zwycięstw                                                |
| 2002–03 | Maccabi Tel Awiw         | Ironi Naharijja          | 3:0                     | Do trzech zwycięstw                                                |
| 2001–02 | Maccabi Tel Awiw         | Ironi Ramat Gan          | 3:0                     | Do trzech zwycięstw                                                |
| 2000–01 | Maccabi Tel Awiw         | Hapoel Jerozolima        | 3:0                     | Do trzech zwycięstw                                                |
| 1999–00 | Maccabi Tel Awiw         | Maccabi Ironi Ra’ananna  | 3:1                     | Do trzech zwycięstw                                                |
| 1998–99 | Maccabi Tel Awiw         | Hapoel Jerozolima        | 3:1                     | Do trzech zwycięstw                                                |
| 1997–98 | Maccabi Tel Awiw         | Hapoel Ejlat             | 3:0                     | Do trzech zwycięstw                                                |
| 1996–97 | Maccabi Tel Awiw         | Hapoel Jerozolima        | 3:0                     | Do trzech zwycięstw                                                |
| 1995–96 | Maccabi Tel Awiw         | Hapoel Jerozolima        | 3:0                     | Do trzech zwycięstw                                                |
| 1994–95 | Maccabi Tel Awiw         | Hapoel Gelil Eljon       | 3:0                     | Do trzech zwycięstw                                                |
| 1993–94 | Maccabi Tel Awiw         | Hapoel Tel Awiw          | 3:0                     | Do trzech zwycięstw                                                |
| 1992–93 | Hapoel Gelil Eljon       | Hapoel Tel Awiw          | 3:1                     | Do trzech zwycięstw                                                |
| 1991–92 | Maccabi Tel Awiw         | Hapoel Tel Awiw          | 3:2                     | Do trzech zwycięstw                                                |
| 1990–91 | Maccabi Tel Awiw         | Maccabi Riszon le-Cijjon | 3:1                     | Do trzech zwycięstw                                                |
| 1989–90 | Maccabi Tel Awiw         | Hapoel Gelil Eljon       | 3:0                     | Do trzech zwycięstw                                                |
| 1988–89 | Maccabi Tel Awiw         | Hapoel Tel Awiw          | 2:0                     | Do trzech zwycięstw                                                |
| 1987–88 | Maccabi Tel Awiw         | Hapoel Tel Awiw          | 2:1                     | Do trzech zwycięstw                                                |
| 1986–87 | Maccabi Tel Awiw         | Hapoel Tel Awiw          | 2:1                     | Do trzech zwycięstw                                                |
| 1985–86 | Maccabi Tel Awiw         | Maccabi Elicur Netanja   | 2:0                     | Do trzech zwycięstw                                                |
| 1984–85 | Maccabi Tel Awiw         | Hapoel Tel Awiw          | 2:1                     | Do trzech zwycięstw                                                |
| 1983–84 | Maccabi Tel Awiw         | Hapoel Ramat Gan         | 2:0                     | Do trzech zwycięstw                                                |
| 1982–83 | Maccabi Tel Awiw         | Hapoel Ramat Gan         | 2:0                     | Do trzech zwycięstw                                                |
| 1981–82 | Maccabi Tel Awiw         | Hapoel Ramat Gan         |                         | Mini-liga z udziałem trzech czołowych zespołów sezonu regularnego  |
| 1980–81 | Maccabi Tel Awiw         | Hapoel Ramat Gan         |                         | Tylko sezon regularny                                              |
| 1979–80 | Maccabi Tel Awiw         | Hapoel Tel Awiw          |                         | Tylko sezon regularny                                              |
| 1978–79 | Maccabi Tel Awiw         | Hapoel Tel Awiw          | 2:0                     | Do dwóch zwycięstw                                                 |
| 1977–78 | Maccabi Tel Awiw         | Hapoel Gvat/Jagur        |                         | Mini-liga z udziałem sześciu czołowych zespołów sezonu regularnego |
| 1976–77 | Maccabi Tel Awiw         | Hapoel Ramat Gan         |                         | Tylko sezon regularny                                              |
| 1975–76 | Maccabi Tel Awiw         | Hapoel Gvat/Jagur        |                         | Tylko sezon regularny                                              |
| 1974–75 | Maccabi Tel Awiw         | Hapoel Ramat Gan         |                         | Tylko sezon regularny                                              |
| 1973–74 | Maccabi Tel Awiw         | Ironi Ramat Gan          |                         | Tylko sezon regularny                                              |
| 1972–73 | Maccabi Tel Awiw         | Ironi Ramat Gan          |                         | Tylko sezon regularny                                              |
| 1971–72 | Maccabi Tel Awiw         | Hapoel Gvat/Jagur        |                         | Tylko sezon regularny                                              |
| 1970–71 | Maccabi Tel Awiw         | Hapoel Tel Awiw          |                         | Tylko sezon regularny                                              |
| 1969–70 | Maccabi Tel Awiw         | Hapoel Tel Awiw          |                         | Tylko sezon regularny                                              |
| 1968–69 | Hapoel Tel Awiw          | Maccabi Tel Awiw         |                         | Tylko sezon regularny                                              |
| 1967–68 | Maccabi Tel Awiw         | Hapoel Tel Awiw          |                         | Tylko sezon regularny                                              |
| 1966–67 | Maccabi Tel Awiw         | Hapoel Tel Awiw          |                         | Tylko sezon regularny                                              |
| 1965–66 | Hapoel Tel Awiw          | Maccabi Tel Awiw         |                         | Tylko sezon regularny                                              |
| 1964–65 | Hapoel Tel Awiw          | Hapoel Hajfa             |                         | Tylko sezon regularny                                              |
| 1963–64 | Maccabi Tel Awiw         | Hapoel Tel Awiw          |                         | Tylko sezon regularny                                              |
| 1962–63 | Maccabi Tel Awiw         | Hapoel Tel Awiw          |                         | Tylko sezon regularny                                              |
| 1961–62 | Maccabi Tel Awiw         | Hapoel Hajfa             |                         | Tylko sezon regularny                                              |
| 1960–61 | Hapoel Tel Awiw          | Maccabi Tel Awiw         |                         | Tylko sezon regularny                                              |
| 1959–60 | Hapoel Tel Awiw          | Maccabi Tel Awiw         |                         | Tylko sezon regularny                                              |
| 1958–59 | Maccabi Tel Awiw         | Hapoel Tel Awiw          |                         | Tylko sezon regularny                                              |
| 1957–58 | Maccabi Tel Awiw         | Hapoel Tel Awiw          |                         | Tylko sezon regularny                                              |
| 1956–57 | Maccabi Tel Awiw         | Hapoel Tel Awiw          |                         | Tylko sezon regularny                                              |
| 1955–56 | Odwołany z powodu wojny  | Odwołany z powodu wojny  | Odwołany z powodu wojny | Odwołany z powodu wojny                                            |
| 1954–55 | Maccabi Tel Awiw         | Hapoel Holon             |                         | Tylko sezon regularny                                              |
| 1953–54 | Maccabi Tel Awiw         | Hapoel Holon             |                         | Tylko sezon regularny                                              |

## Bilans finalistów
| Zesół                                    | Mistrz | Wicemistrz |
| ---------------------------------------- | ------ | ---------- |
| Maccabi Tel Awiw                         | 52     | 8          |
| Hapoel Tel Awiw                          | 5      | 20         |
| Hapoel Jerozolima                        | 2      | 6          |
| Hapoel Gelil Eljon / Hapoel Gilboa Galil | 2      | 3          |
| Maccabi Hajfa                            | 1      | 3          |
| Hapoel Holon                             | 1      | 3          |
| Maccabi Riszon le-Cijjon                 | 0      | 1          |
| Hapoel Ramat Gan                         | 0      | 6          |
| Ironi Ramat Gan                          | 0      | 3          |
| Hapoel Gvat/Jagur                        | 0      | 3          |
| Hapoel Hajfa                             | 0      | 2          |
| Hapoel Ejlat                             | 0      | 2          |
| Elicur Netanja                           | 0      | 1          |
| Maccabi Ironi Ra’ananna                  | 0      | 1          |
| Ironi Naharijja                          | 0      | 1          |
| Maccabi Aszdod                           | 0      | 1          |

## Nagrody

### MVP

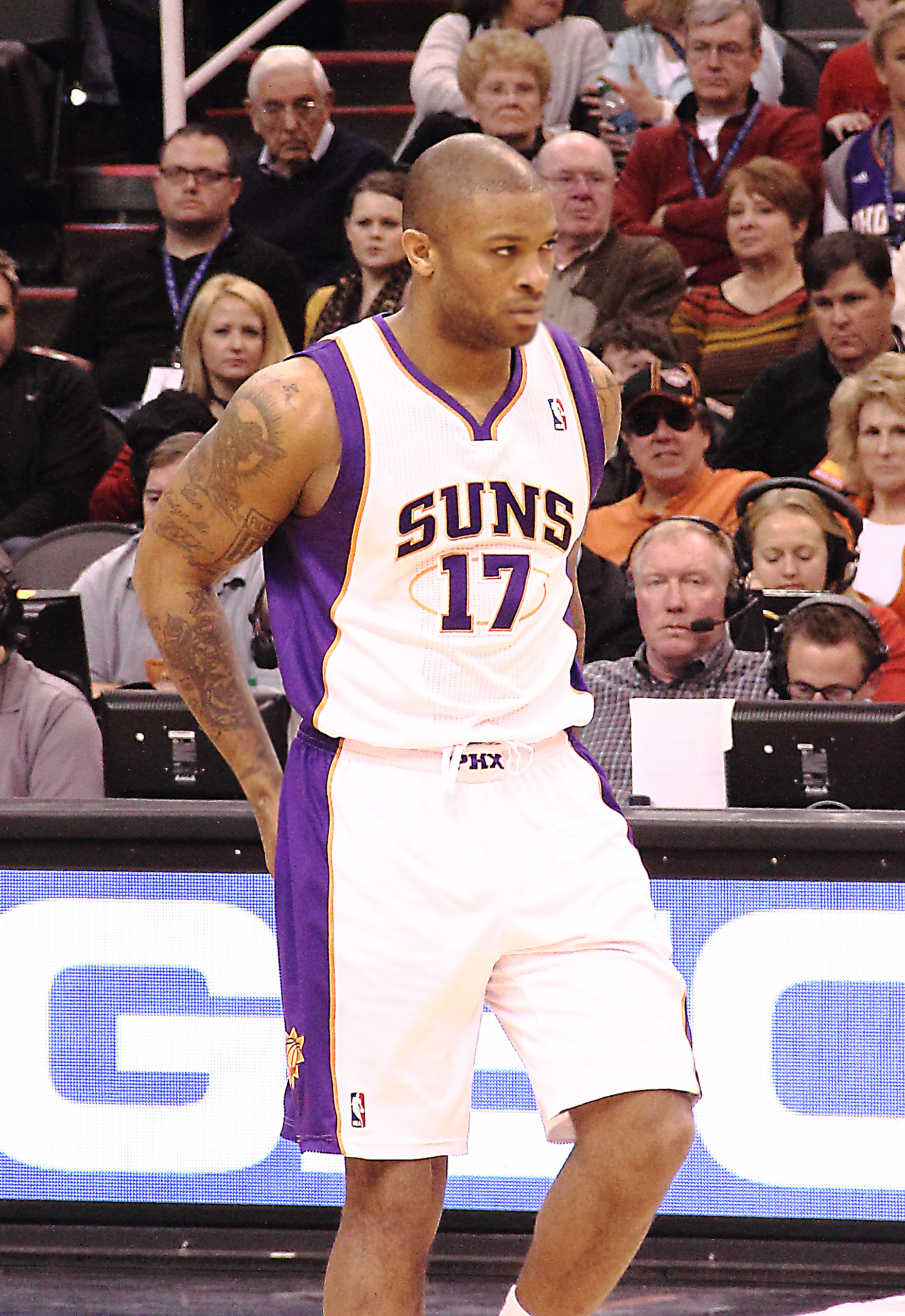
P.J. Tucker laureat nagrody z 2008 roku.

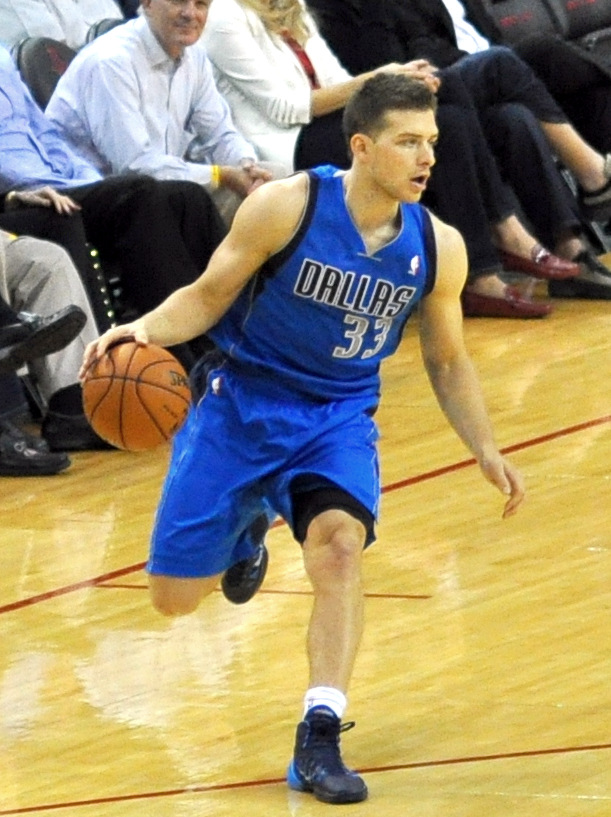
Gal Mekel, zwycięzca z 2011 i 2013 roku

| Zawodnik (X) | Oznacza liczbę nagród uzyskanych przez tego samego zawodnika |
| ^            | Oznacza laureata kilku nagród w tym samym sezonie            |
| §            | Oznacza klub, który został mistrzem kraju                    |

| Sezon   | Zawodnik             | Poz. | Nar.              | Klub                   |
| ------- | -------------------- | ---- | ----------------- | ---------------------- |
| 2001–02 | Meir Tapiro          | G    | Izrael            | Hapoel Jerozolima      |
| 2002–03 | Charles Minland^     | F    | Kanada            | Maccabi Giwat Shmuel   |
| 2003–04 | Anthony Parker       | F    | Stany Zjednoczone | Maccabi Tel Awiw§      |
| 2004–05 | Šarūnas Jasikevičius | G    | Litwa             | Maccabi Tel Awiw§      |
| 2005–06 | Timmy Bowers         | F    | Stany Zjednoczone | Maccabi Giwat Szemu’el |
| 2006–07 | Lee Nailon           | F    | Stany Zjednoczone | Bene Ha-Szaron         |
| 2007–08 | P.J. Tucker          | F    | Stany Zjednoczone | Hapoel Holon§          |
| 2008–09 | Doron Perkins        | G    | Stany Zjednoczone | Maccabi Hajfa          |
| 2009–10 | Elishay Kadir        | F    | Izrael            | Hapoel Gilboa Galil§   |
| 2010–11 | Gal Mekel            | G    | Izrael            | Hapoel Gilboa Galil    |
| 2011–12 | Lior Eliyahu         | F    | Izrael            | Maccabi Tel Awiw§      |
| 2012–13 | Gal Mekel (2)        | G    | Izrael            | Maccabi Hajfa§         |
| 2013–14 | Donta Smith          | F    | Stany Zjednoczone | Maccabi Hajfa          |
| 2014–15 | Lior Eliyahu (2)     | F    | Izrael            | Hapoel Jerozolima§     |

| - 2006: Anthony Parker (Maccabi Tel Awiw) - 2008: Terence Morris - 2009: Carlos Arroyo (Maccabi Tel Awiw) - 2011: Dawid Blu - 2012: Me’ir Tapiro - 2014: Dagan Jiwzori - 2015: Bracey Wright | - 2002: David Blatt (Maccabi Tel Awiw) - 2003: Avi Ashkenazi - 2004: Ya'akov Jino - 2005: Effi Birnbaum - 2006: Ofer Berkovich - 2007: Oded Kattash - 2008: Miki Dorsman - 2009: Avi Ashkenazi - 2010: Arik Elfasi - 2011: David Blatt (Maccabi Tel Awiw) - 2012: Ofer Berkovich - 2013: Brad Greenberg - 2014: David Blatt (Maccabi Tel Awiw) - 2015: Danny Franco |